# Alan Dunne
Pour les articles homonymes, voir Dunne.
Alan James Dunne (né le 23 août 1982 à Dublin) est un footballeur irlandais.
De 2015 à 2017 il joue pour le club de Leyton Orient.

## Carrière en club
Il reçoit sa formation dès l'âge de 8 ans à Millwall FC, club auquel il est aujourd'hui professionnel, 20 ans plus tard. Il joue son premier match officiel en mars 2002 et devient titulaire régulier dans la défense centrale de l'équipe. À l'issue de la saison 2014-15, il est libéré par Millwall. 
Le 27 juillet 2015 il rejoint Leyton Orient.

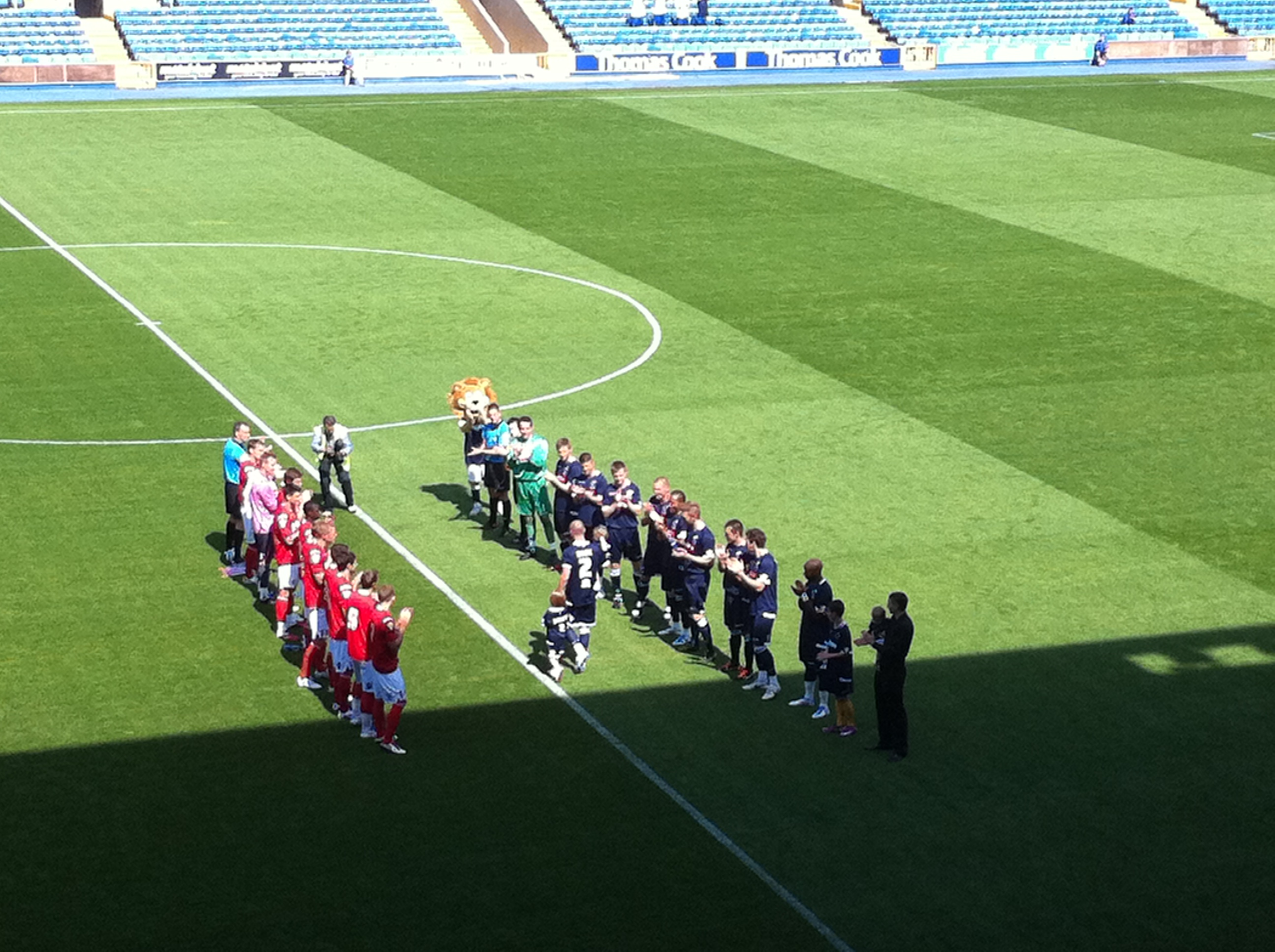
Entrée d'Alan Dunne (numéro 2 de dos) sur le terrain lors de son match de jubilé

## Distinction personnelle
- Élu meilleur joueur de Millwall FC pour la saison 2009-2010